# 神田 (千代田區)

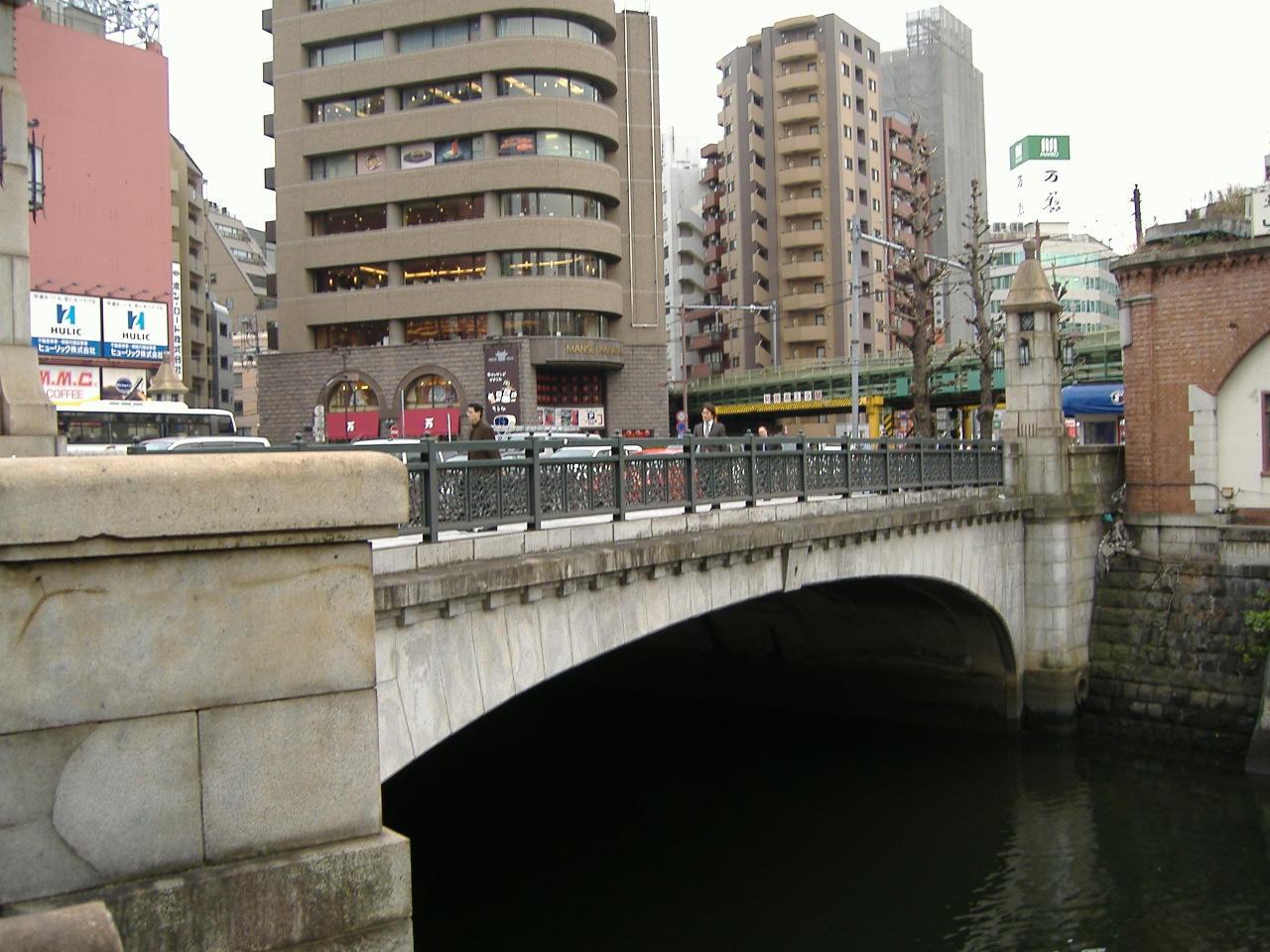
萬世橋

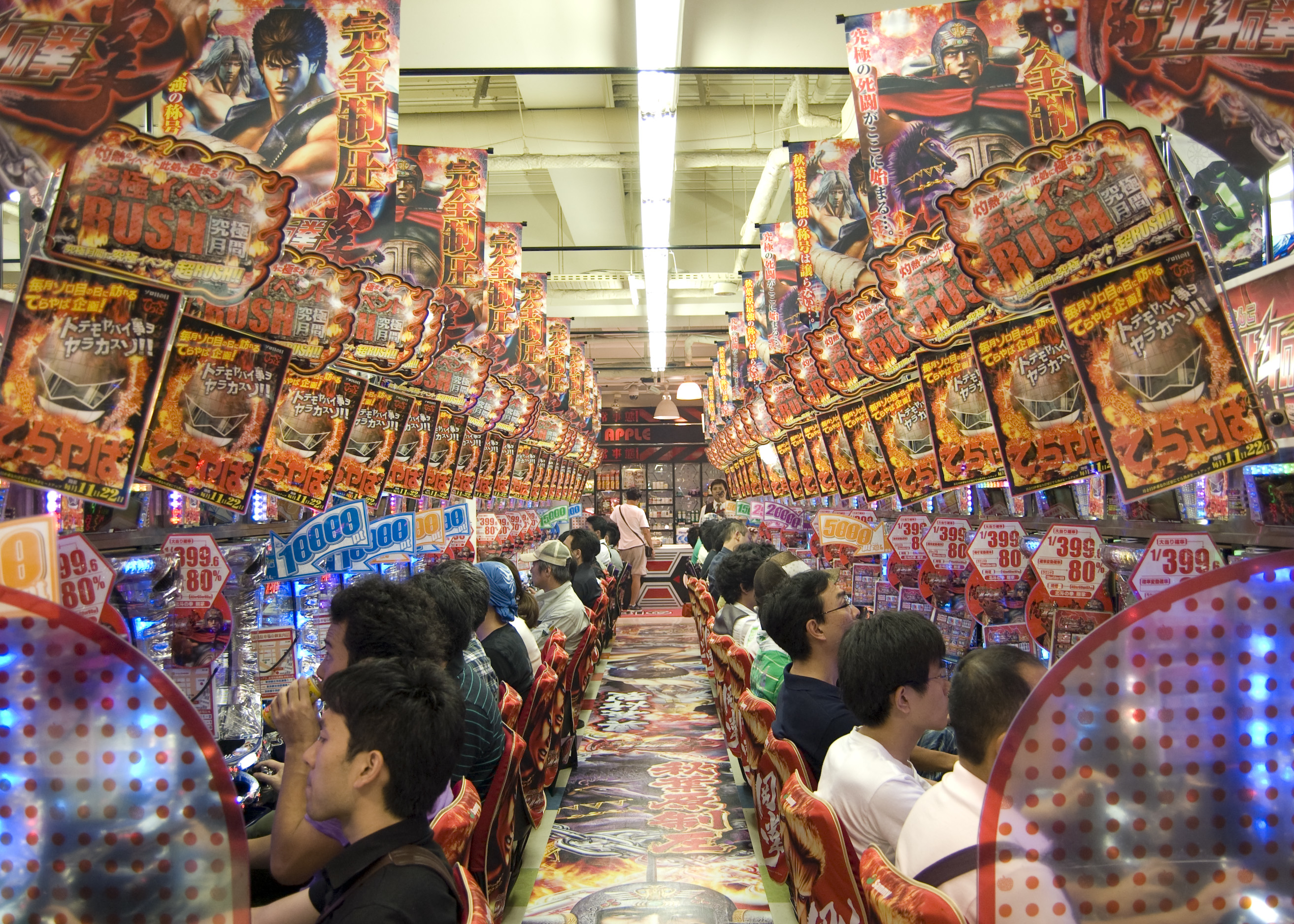
秋葉原

神田（日语：／ Kanda */?）是日本東京都千代田區東北部的廣域地名，這裡曾設置東京市神田區。「神田人」有時也是江戶人的代名詞。位於該地區西側的神保町擁有世界最大的舊書店街，位於該地區北側的秋葉原則是著名的電氣街兼次文化發信地。

## 町名
現在有許多冠上「神田」的町名，是源自於千代田區成立時的町名變更。
1947年，神田區與麴町區合併成立千代田區，舊神田區町名全部冠上「神田」（例：神保町改為神田神保町、岩本町改為神田岩本町。但町名已有「神田」的東神田與西神田沒有更改。另一方面，麴町區沒有更改町名）。
相似區域。→ 日本橋、赤坂、麻布、芝 地區
冠上「神田」的現町名
- 神田相生町
- 神田淡路町
- 神田和泉町
- 神田岩本町
- 神田小川町
- 神田鍛冶町

- 神田北乘物町
- 神田紺屋町
- 神田佐久間河岸
- 神田佐久間町
- 神田猿樂町
- 神田神保町

- 神田須田町
- 神田駿河台
- 神田多町
- 神田司町
- 神田富山町
- 神田錦町

- 神田西福田町
- 神田練塀町
- 神田花岡町
- 神田東紺屋町
- 神田東松下町

- 神田平河町
- 神田松永町
- 神田美倉町
- 神田三崎町
- 神田美土代町

未冠上「神田」的現町名
- 內神田
- 外神田

- 西神田
- 東神田

- 岩本町
- 鍛冶町

- 一橋（2丁目）

沒有「神田」冠稱的町域是已實施住居表示區域，有「神田」冠稱的町域是未實施住居表示區域。地下鐵車站命名採用去除「神田」後的町名作為站名（岩本町站、末広町站、神保町站、淡路町站、小川町站）。這是因為車站地點是來自於千代田區成立前（當時町名不冠上「神田」）就已運行的都電站名，因此後來町名更改後，站名沒有隨之修改。
外堀通、靖國通等兩側的地番，一邊為偶數，一邊為奇數，是日本少見的分法。（參考：神田神保町#奇數番地與偶數番地）

## 歷史
地名是源自與宗教有關的神田、神田明神。
原來是指現在大手町平將門首塚附近的神田山（駿河台）一帶，江戶城城下町整備後，範圍變成常盤橋至淺草橋的奧州往還沿線的本町通北側地區。
本町通基本是上方商人的聚集地，神田是德川氏關東移封，三河國等職人集團的居住地。
江戶時代後期には、幕府在現在的小川町設置講武所、北辰一刀流的玄武館等劍術道場。此地的傳馬町牢屋敷處刑了許多安政大獄人物。
- 千葉周作的道場（玄武館）
- 練武館

1878年，東京15區之一的神田區成立。1889年市制施行，屬東京市神田區。
1943年，東京府與東京市合併，改為東京都神田區。1947年，神田區與麴町區合併成立千代田區。舊神田區町名冠上「神田」。

## 主要設施
- 山之上飯店
- 萬世橋（日语：万世橋）
- 學士會館（日语：学士会）（神田錦町）
- 舊書店街（神田神保町）
  - 神保町古書街
- 神田體育街（神田小川町，主要在靖國通沿線）
- 秋葉原電氣街

### 寺社
- 神田明神（神田神社）
- 佐竹稻荷神社
- 復活大教堂

## 教育、醫療
從御茶之水站往靖國通方向的神田駿河台為中心，存在許多私立大學與醫療機關。

### 私立大學
- 明治大學
- 中央大學
- 日本大學
- 東京電機大學

- 專修大學
- 駿河台大學
- 共立女子大學

### 專門學校
- 文化學院
- 日本諮商心理師學院（日语：日本カウンセラー学院）
- 神田外語學院（日语：神田外語学院）
- 神田情報商業專門學校（神田情報ビジネス専門学校）

### 預備校
- 駿台預備學校（日语：駿台予備学校）
- Z會東大大師課程（日语：Z会東大マスターコース）

### 博物館
- 交通博物館（神田須田町。2006年（平成18年）5月14日閉館）

### 醫院
- 日本大學醫院
- 日大齒科醫院
- 癌症檢診中心

## 交通

### 鐵道

#### 東日本旅客鐵道
- 神田站
- 秋葉原站
神田站 - 秋葉原站之間的高架上計畫再建設一條高架路廊（JR東日本東北縱貫線計劃），但遭到居民反對。預計2014年完工。
- 御茶之水站
- 水道橋站

#### 東京地下鐵
- 銀座線（神田站、末廣町站）
- 丸之內線（御茶之水站、淡路町站）
- 千代田線（新御茶之水站）
- 半藏門線（神保町站）
- 日比谷線（秋葉原站）

#### 都營地下鐵新宿線
- 岩本町站
- 小川町站
- 神保町站

#### 筑波快線
- 秋葉原站

### 道路
- 首都高速都心環狀線
  - 神田橋出入口
  - 西神田出入口
- 首都高速1號上野線
  - 本町出入口

## 活動
- 神田祭（5月第二個週六至周日、日本三大祭之一）
- 神田古書祭（10月下旬）

## 神田出身的名人
- 幸田露伴：作家
- 小栗虫太郎：推理作家
- 杉下茂：前職業野球選手、監督
- 松旭齋天勝：魔術師
- 鈴木春信：浮世繪師

## 關連項目
- 神田
- 神田川
- 駿河台